# Енні Лоррейн Сміт
Енні Лоррейн Сміт (англ. Annie Lorrain Smith; 23 жовтня 1854, Ліверпуль — 7 вересня 1937, Лондон) — британський ліхенолог, чия робота «Лишайники» (1921) протягом декількох десятиліть залишалася одним з основних підручників за фахом. Вона також була мікологом та членом-засновником Британського мікологічного товариства, в якому двічі займала пост президента.

## Дитинство та юність
Енні Лоррейн Сміт народилася 23 жовтня 1854 в Ліверпулі. Її дитинство пройшло в шотландському графстві Дамфрісшир, де її батько Волтер очолював сільський прихід Вільної Церкви Шотландії в Халф-Мортон, в декількох милях на північ від села Гретна-Грін. У неї було декілька братів і сестер, вони також реалізували свої таланти в різних галузях науки. Серед них — патологоанатом, професор Джеймс Лоррейн Сміт.
Після закінчення школи в Единбурзі Енні Лоррейн Сміт вирушила за кордон для вивчення французької та німецької мов, після чого деякий час працювала гувернанткою.

## Наукова діяльність
Після свого переїзду в Лондон у 1888 році, вона почала вивчати ботаніку в Королівському коледжі науки, де її науковим керівником став Дакінфілд Генрі Скотт. Він знайшов для неї роботу у Британському музеї; при цьому заробітна плата для неї виплачувалася спеціальним фондом, оскільки праця жінок у цьому закладі офіційно не могла використовуватися.
У музеї вона займалася ідентифікацією недавно зібраних грибів, що прибувають з-за кордону і з різних областей Великої Британії, і складанням повідомлень про них, а також працювала у відділі спорових гербаріїв цього музею.
У 1904 році Енні Лоррейн Сміт стала однією з перших жінок-членів Лондонського Ліннеївського товариства, що стало можливим після зміни законодавства.
Її наукові інтереси зосередилися на ліхенології у 1906 році, коли вона погодилася завершити роботу над «Монографією про лишайники Британії», яка залишилася незакінченою після смерті Джеймса Кромбі. Ця робота пізніше привела її до створення «Ілюстрованого довідника лишайників Британії» (1921), в який були включені всі відомі на той момент британські лишайники. Цей довідник залишався унікальним спеціалізованим виданням протягом чверті століття. У тому ж році було опубліковано її працю «Лишайники», яка набула статусу класичного фахового тексту.

## Громадська діяльність
Енні Лоррейн Сміт була прихильницею ідеї про надання жінкам виборчих прав і захисту прав жінок.
У 1931 році, у віці 77 років, вона була відзначена включенням до списку на отримання персональної пенсії «На знак визнання заслуг перед біологічною наукою».
У 1934 році — нагороджена Орденом Британської Імперії «За внесок у розвиток мікології та ліхенології».
Вона померла в Лондоні в 1937 році.

## Окремі публікації
- Crombie, James M.; Smith, Annie Lorrain (1894). A Monograph of Lichens Found in Britain: Being a Descriptive Catalogue of the Species in the Herbarium of the British Museum, Part 1. London: British Museum (Natural History).
- Wrigley, M.; Smith, Annie Lorrain (1911). Studies of Trees and Flowers. Methuen.
- Smith, Annie Lorrain; Crombie, James M. (1911). A Monograph of Lichens Found in Britain: Being a Descriptive Catalogue of the Species in the Herbarium of the British Museum, Volume 2. London, Trustees of the British Museum.
- Smith, Annie Lorrain (1921). Lichens. University Press.
- Smith, Annie Lorrain (1921). Handbook of the British lichens. British Museum.